# Station Leganés Central
Leganés Central is een multimodaal station in Leganés. Het station werd geopend op 11 april 2003 en wordt bediend door lijn 12 van de metro van Madrid en door lijn C-5 van de Cercanías Madrid.
Leganés Central is een van de twee mogelijke opties voor de toekomstige zuidelijke terminus van metrolijn 11, met het metrostation San Nicasio als alternatief.  Deze verlenging van lijn 11 is nog steeds voorzien en in studie, maar is nog niet gepland voor de relatief nabije toekomst.